# Cañada de Caracheo
Cañada de Caracheo es una localidad mexicana ubicada en el estado de Guanajuato, dentro del municipio de Cortazar. Se ubica entre los cerros El Culiacán y La Gavia, en el Bajío mexicano, a 1720 m s. n. m.

## Significado
El nombre de Caracheo proviene de la palabra Carachi, que en lengua purépecha es “agua seca”, es decir Cañada de Agua Seca (Cañada de Caracheo). El pueblo fue fundado en el año de 1612.

## Historia
La comunidad vecina de Caracheo era una hacienda rica que le hacía falta territorio, así que el dueño de esa hacienda mandó hacer otra cerca de ahí, en "la cañada", así que la gente la llamó la Cañada de Caracheo. En esta región según los códices se ubica el Teoculhuacán Chicomostoc "lugar sagrado de la cumbre curva de las siete cuevas" puerta de Mesoamérica.
Localizándose varios amontonamientos de piedra denominados "Yacatas" antiguamente habitados por indígenas. El Río Lerma, frontera natural entre el imperio purépecha, influenciado por la cultura de Chupícuaro, en un momento de su historia invadido por los chichimecas y desalojados por los embajadores de Cholula en el actual Puebla. Para los Mayas el cerro de Culiacán era el Ghucucc Pecc "Las siete cuevas". Para los aztecas y toltecas "Teotlalpan" La tierra divina, el Huehuetlapalan "la tierra de los ancestros", en donde se encontraba el Quinehuayan "el lugar de origen"